# 于志学
于志学（1935年—），黑龙江肇东人，中国画家，中国国家画院国画院研究员，冰雪山水画创始人，中国美术家协会理事，第九届全国政协委员。